# Acontista championi
Acontista championi es una especie de mantis del género Acontista, familia Acanthopidae.